# Stazione di Turbigo
Stazione di Turbigo vasútállomás Olaszországban, Lombardia régióban, Turbigo településen.

## Vasútvonalak
Az állomást az alábbi vasútvonalak érintik:
- Saronno–Novara-vasútvonal

## Kapcsolódó állomások
A vasútállomáshoz az alábbi állomások vannak a legközelebb:
- Stazione di Castano Primo
- Stazione di Lido di Turbigo